# Heinrich Georg Geigl
Heinrich Georg Geigl (ur. 10 lipca 1891 w Bad Abbach, zm. 4 kwietnia 1918 koło Le Hamel) – as lotnictwa niemieckiego Luftstreitkräfte z 13 potwierdzonymi  zwycięstwami w I wojnie światowej.

## Życiorys
Urodził się w Bawarii w 1891 roku. Przed wybuchem wojny studiował filozofię i był nauczycielem w szkole podstawowej. Po przejściu szkolenia lotniczego został przydzielony do jednostki bojowej Kasta 36b należącej do dywizjonu Kagohl 6b. 26 lutego 1917 roku został przeniesiony do eskadry myśliwskiej Jagdstaffel 34. w jednostce służył do 17 sierpnia 1917 roku odnosząc 5 potwierdzonych zwycięstw powietrznych i uzyskując tytuł asa myśliwskiego. 17 sierpnia został mianowany dowódcą bawarskiej eskadry Jagdstaffel 16. Obowiązki swoje pełnił do 20 sierpnia. W dniu tym po odniesieniu pierwszego w dowodzonej przez siebie jednostce zwycięstwa jego samolot został ostrzelany z broni maszynowej w czasie niskiego przelotu nad francuską linią okopów. Heinrich Geigl został ranny. W czasie leczenia jego obowiązki w eskadrze przejął porucznik Robert Dycke. Geigl powrócił do jednostki 1 grudnia i pozostawał w niej na stanowisku dowódcy do  swej śmierci. 
4 kwietnia 1918 w czasie walki powietrznej w okolicach Le Hamel we Francji jego samolot zderzył się w powietrzu z samolotem Sopwith Camel. Geigl zginął na miejscu.

## Odznaczenia
- Królewski Order Rodu Hohenzollernów – 3 września 1918, pośmiertnie
- Krzyż Żelazny I Klasy
- Krzyż Żelazny II Klasy